# Wydarzenia styczniowe
Wydarzenia styczniowe (lit. Sausio įvykiai) – wydarzenia związane z interwencją Armii Radzieckiej na Litwie w styczniu 1991. W wyniku działań wojsk radzieckich śmierć poniosło 14 osób cywilnych, a ponad 600 zostało rannych.
11 marca 1990 roku Litwa ogłosiła niepodległość (Akt Przywrócenia Państwa Litewskiego), w odpowiedzi Moskwa wprowadziła czołgi do Wilna – stolicy Litwy. 13 stycznia 1991 roku Armia Radziecka dokonała szturmu na wieżę telewizyjną ochranianą przez ludność cywilną, a przede wszystkim studentów. Litwini bronili przed komandosami Michaiła Gołowatowa wejścia do studia, w którym do ostatniej chwili nadawany był program wolnej Litwy. Ludzie kładli się na ziemię, tworząc żywe zapory przed gąsienicami czołgów. Tego dnia zginęło w Wilnie 14 osób (13 cywilów oraz żołnierz radziecki; 15 osoba zmarła w lutym), a ponad 600 zostało rannych. Następnego dnia Litwini przyszli tłumnie oddać hołd zabitym.
Obrońcy parlamentu również przygotowywali obronę na wypadek szturmu – byli uzbrojeni w broń myśliwską, czasem nawet zabytkowe strzelby skałkowe, a na dachu zamontowano druty ustawione na sztorc, które miały utrudnić lądowanie sowieckich desantowców. Ochotnicy przyjęli odpuszczenie grzechów od księdza i po złożeniu przysięgi oczekiwali na atak – ten ostatecznie nie nastąpił.
21 sierpnia 1991 załamał się w Moskwie pucz Janajewa i sowieckie siły opuściły wieżę telewizyjną w Wilnie, a na placu Łukiskim obalono pomnik Lenina.
Dla upamiętnienia tych wydarzeń na Litwie co rok 13 stycznia obchodzone jest święto narodowe o nazwie Dzień Obrońców Wolności.
Wydarzenia styczniowe relacjonowali również polscy dziennikarze, którzy utrzymywali kontakt z redakcjami na całym świecie, m.in. Maja Narbutt i Piotr Hlebowicz.